# Золотуха (Липецкая область)
Золоту́ха — село Лев-Толстовского района Липецкой области. Центр Остро-Каменского сельсовета.
Стоит на реке — притоке Дона. На юге расположено урочище Дубровица (Дубровка).
Сельцо Золотуха упоминается в документах 1710 года . В Экономическом примечании Данковского уезда 1771 года названо сельцом Хрущёвка (Золотуха). Название Золотуха связано с тем, что местный овраг, при котором расположено селение, называется Золотухинским (или Золотуха). Прежнее имя связано, скорее всего, с помещиком Хрущёвым.
Ранее центром сельского совета было село Острый Камень. Однако (скорее всего, в 1970-х годах) с развитием Золотухи администрация переехала на новое место.

## Население
| 2000 | 2010 |
| ---- | ---- |
| 729  | ↗750 |